# راغودة ستراندية
راغودة ستراندية (الاسم العلمي: Rhagodes strandi) هي نوع من العنكبوتيات تتبع جنس الراغودة من الفصيلة الراغودية.